# هيرميس (باد كاليه)
هيرميس، باد كاليه (بالفرنسية: Hermies)‏ هي بلدية تقع في إقليم باد كاليه من منطقة نور با دو كاليه في شمال فرنسا. تبلغ مساحة هذه المدينة 13.05 (كم²)، وترتفع عن سطح البحر 121 م، يبلغ عدد سكانها 1169 نسمة حسب إحصاء المعهد الوطني للإحصاء والدراسات الاقتصادية سنة 2009 م. وترأس Marie-Françoise Nawrocki البلدية خلال فترة (2008-2014).